# Drei (Film)
Drei ist ein deutsches Filmdrama des Regisseurs Tom Tykwer aus dem Jahr 2010. Die weltweite Erstaufführung fand am 10. September 2010 auf der Biennale von Venedig statt; Start in den deutschen Kinos war am 23. Dezember 2010.

## Handlung
Die Kulturmoderatorin Hanna und der Kunsttechniker Simon sind seit 20 Jahren ein Paar. Sie haben schon vieles (z. B. mehrere Fehlgeburten) miteinander erlebt und nun einen Zustand erreicht, in dem sie beide immer mehr nebeneinander als miteinander leben. In dieser Situation wird Simon auf zweifache Weise mit dem Tod konfrontiert: Er selbst erfährt, dass er an Hodenkrebs leidet, und gleichzeitig ist seine Mutter Hildegard unheilbar an Bauchspeicheldrüsenkrebs erkrankt. Vor Hanna verheimlicht Simon seine Krankheit zunächst, während Hildegard einige Vorkehrungen trifft und dann einen Selbstmordversuch unternimmt. Sie wird aber noch lebend gefunden und in ein Krankenhaus gebracht. Hildegards Gehirn ist jedoch schon unheilbar geschädigt. Simon holt sie nach Hause und begleitet seine Mutter einige Zeit bei ihrem Sterben, bevor er die Geräte abstellt, die sie versorgen. Hildegard stirbt.
Gleichzeitig hat Hanna auf einer Sitzung des Ethikrats den Stammzellenforscher Adam kennengelernt, der dort über Chimären berichtet. Durch verschiedene Zufälle treffen sich die beiden immer wieder, und Hanna ist zunehmend von diesem Mann fasziniert. Schließlich verbringt Hanna die Nacht mit ihm. Doch genau an diesem Abend muss Simon wegen seiner Hoden-Krebserkrankung in ein Krankenhaus eingeliefert und noch in der Nacht operiert werden. Verzweifelt versucht er Hanna telefonisch zu erreichen, doch sie erfährt erst am nächsten Morgen von seiner Operation. Fortan ist sie stets an seinem Krankenbett, erzählt ihm aber nichts von ihrem Seitensprung. Anlässlich der Beerdigung seiner Mutter verlässt Simon das Krankenhaus und bittet im Anschluss an die Beerdigung Hanna, seine Frau zu werden. Sie stimmt zu, und kurz darauf heiraten sie.
Doch Hanna kann Adam nicht vergessen. Sie sucht ihn schließlich in seinem Institut auf und beginnt eine Affäre mit ihm. Kurz darauf begegnet Simon in einem öffentlichen Bad Adam. Sie kommen ins Gespräch, und vollkommen überraschend befriedigt Adam Simon in der Umkleidekabine. Simon ist verwirrt, will Adam aber unbedingt wiedersehen. Nach kurzer Zeit beginnen die beiden Männer ebenfalls eine leidenschaftliche Affäre, in deren Verlauf sich Simon fragt, ob er homosexuell ist oder nicht. Darauf fordert Adam ihn auf, sich von „seinem deterministischen Verständnis der Biologie“ zu trennen. Diese nicht offengelegte Dreiecksbeziehung setzt sich einige Zeit fort, wobei es allen Beteiligten sehr gut geht. Bei einer Ausstellungseröffnung treffen Hanna und Simon gemeinsam auf Adam, was bei beiden zu leicht panischen Reaktionen, nicht jedoch zur Erkenntnis der jeweiligen Beziehung zu Adam führt.
Schließlich wird Hanna schwanger, ohne zu wissen, von welchem der beiden Männer. Sie sucht Adam unangekündigt zuhause auf und entdeckt dabei das Verhältnis ihres Mannes mit Adam. Wütend und fassungslos verlässt Hanna Berlin und zieht zu einer Freundin nach London. Bei einer Ultraschalluntersuchung stellt sich heraus, dass sie Zwillinge erwartet, und die Ärztin erklärt ihr, dass es denkbar ist, dass sie von beiden Männern stammen. Später erhält sie eine Einladung von Simon zu den Körperwelten von Gunther von Hagens, da sich Hildegard für eine Plastination zur Verfügung gestellt hat. Hanna kehrt nach Berlin zurück, und es kommt zu einer Aussprache. Dabei stellen Hanna und Simon fest, dass sie beide zwar einander, aber auch Adam vermissen. So suchen sie ihn in seiner Wohnung auf. Der Film endet damit, dass alle drei nackt miteinander im Bett liegen.

## Trivia
Als Adam am Morgen nach dem Aufeinandertreffen aller drei Protagonisten aufwacht, liegt auf dem Bett die Erzählungssammlung Simultan von Ingeborg Bachmann.

## Drehorte

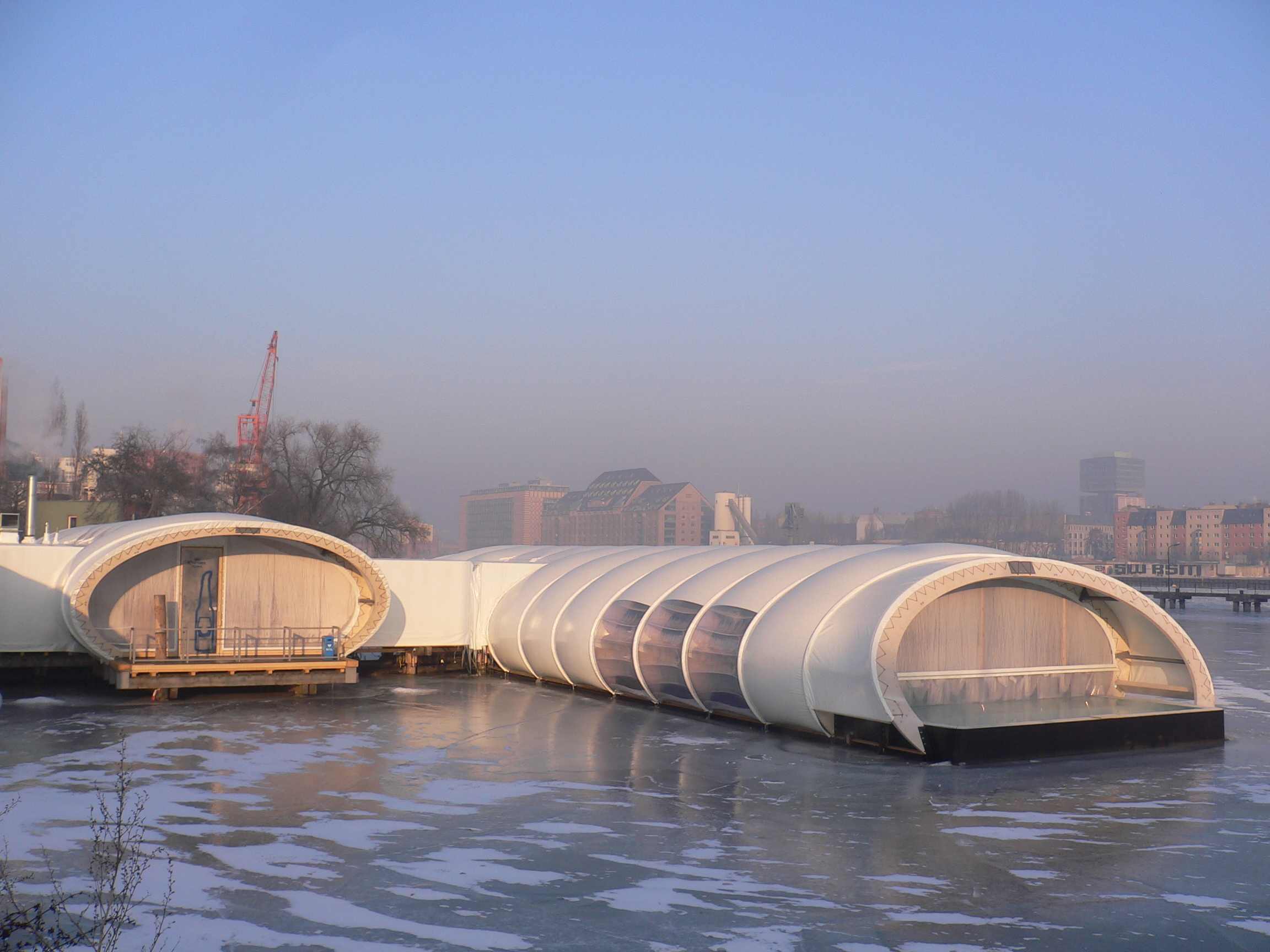
Winterbadeschiff in Treptow

Der Film wurde hauptsächlich in Berlin gedreht. Im Oktober und November 2009 fanden Filmaufnahmen an über 100 Drehorten statt. Unter anderem waren es: Das Winterbadeschiff, die bbk-Bildhauerwerkstatt in der ehemaligen Arnheimschen Tresorfabrik in der Osloer Straße, die DDR-Gaststätte „Zum Schusterjungen“ in der Danziger Straße, das Stadion An der Alten Försterei, der Martin-Gropius-Bau, das „Café Cinema“ in der Rosenthaler Straße, der Mauerpark, das Berliner Ensemble, die Neue Nationalgalerie, das zum Imbiss „Burgermeister“ umgebaute ehemalige Toilettenhäuschen am U-Bahnhof Schlesisches Tor.
Schauplatz für die Szene, in der sich Simon spazieren gehend vom Engel seiner Mutter verabschiedet, war eine Straße im Berliner Westend. Die Szenen in Adams Wohnung wurden in einer Penthousewohnung im Komplex Leipziger Straße (Nordseite) gedreht. Die Aufnahmen in der Körperwelten-Ausstellung fanden im Sommer 2009 im Postbahnhof am Ostbahnhof statt.

## Auszeichnungen
Bei der Bekanntgabe der Nominierungen für den Deutschen Filmpreis 2011 erhielt Drei die meisten Nennungen. Der Film konnte sich Chancen in den Kategorien Bester Film, Beste Regie, Hauptdarstellerin (Sophie Rois), Schnitt, Filmmusik und Tongestaltung ausrechnen. Regisseur Tykwer, Rois und Filmeditorin Mathilde Bonnefoy gewannen den Preis. Bonnefoy wurde auch für den Europäischen Filmpreis 2011 nominiert.